# بوکباویسان
بوکباویسان (به لاتین: Bukbawisan) یک کوه در کره جنوبی است. بوکباویسان ۷۲۲ متر بالاتر از سطح دریا واقع شده‌است.